# وها
وها (به انگلیسی: Vehoa) یک منطقهٔ مسکونی در پاکستان است که در Dera Ghazi Khan District واقع شده‌است.

## خصوصیات
وها ۱۹۶ متر بالاتر از سطح دریا واقع شده‌است.